# 대전 부르스
〈대전 부르스〉는 1956년 안정애가 발표한 대한민국의 블루스 곡이다. 다른 가수들이 다시 부르면서 〈대전 블루스〉로 표기하기도 했다.
작곡자는 김부해, 작사자는 최치수이다. "잘 있거라 나는 간다"로 시작하는 가사는 대전역을 배경으로 이별의 아픔을 그리고 있으며, 끈적한 블루스 리듬과 애절한 가락으로 헤어지는 사람들의 비통한 심정을 잘 담아냈다.
자정이 넘은 새벽에 대전에서 목포로 향하는 완행열차가 중심 소재로 등장하며, 가사 중 "떠나가는 새벽 열차 대전발 영시 오십분(0시 50분)" 부분이 유명하여 흔히 "대전발 영시 오십분(0시 50분)"이라고 지칭하기도 한다. 이 노래의 가사로 이야기를 엮어 1963년에 영화가 만들어졌을 때도 《대전발 영시 오십분》이라는 제목이 붙었다.
1999년 대전역 광장에 노래 가사를 적어넣은 노래비가 건립되었다. 노래비에 작곡가와 작사가, 가수의 이름까지 새겨 넣으려 했으나, 원곡을 부른 가수 안정애가 조용필의 이름도 같이 들어가야 한다고 주장하여 가수 부분은 이름이 빠져 있다는 일화가 있다. 안정애가 부를 당시에도 크게 히트했으나 조용필이 1980년대에 취입해 새롭게 인기를 얻었다. 이후 장사익 등 여러 가수들이 다시 부른 바 있다.
대전이나 충청남도 지역을 대표하는 응원가로도 널리 불린다.

## 같이 보기
- 서울의 찬가
- 부산찬가
- 대전역 가락국수

## 참고 문헌
- 임윤수 (2007년 9월 23일). “대전역에 있는 미완성 노래비를 아시나요? - 감춰져있어 더 아름다운 이름 '가수 안정애'”. 오마이뉴스. 2008년 2월 3일에 확인함.